# Liste des circonscriptions législatives d'Indre-et-Loire
Le département français d'Indre-et-Loire est, sous la Cinquième République, constitué de quatre circonscriptions législatives de 1958 à 1986, puis de cinq circonscriptions depuis le redécoupage de 1986, ce nombre étant maintenu lors du redécoupage de 2010, entré en application à compter des élections législatives de 2012. Leurs limites ont été redéfinies à cette occasion.

## Présentation
Par ordonnance du 13 octobre 1958 relative à l'élection des députés à l'Assemblée nationale, le département d'Indre-et-Loire est d'abord constitué de quatre circonscriptions électorales.
Lors des élections législatives de 1986 qui se sont déroulées selon un mode de scrutin proportionnel à un seul tour par listes départementales, le nombre de sièges d'Indre-et-Loire a été porté de quatre à cinq.
Le retour à un mode de scrutin uninominal majoritaire à deux tours en vue des élections législatives suivantes, a maintenu ce nombre de cinq sièges,, selon un nouveau découpage électoral.
Le redécoupage des circonscriptions législatives réalisé en 2010 et entrant en application à compter des élections législatives de juin 2012, a modifié la répartition des circonscriptions d'Indre-et-Loire, en maintenant le nombre de cinq.

## Composition des circonscriptions

### Composition des circonscriptions de 1958 à 1986
À compter de 1958, le département d'Indre-et-Loire comprend quatre circonscriptions regroupant les cantons suivants :
- 1re circonscription : Tours-Centre, Tours-Sud, Tours-Est, Tours-Nord, Tours-Ouest (pour les trois derniers cantons, uniquement les parties de la ville de Tours), les communes de Saint-Pierre-des-Corps et Saint-Avertin.
- 2e circonscription : Château-la-Vallière, Château-Renault, Langeais, Neuillé-Pont-Pierre, Neuvy-le-Roi, Tours-Nord (sauf la partie de la ville de Tours), Vouvray.
- 3e circonscription : Amboise, Bléré, Le Grand-Pressigny, La Haye-Descartes, Ligueil, Loches, Montrésor, Preuilly-sur-Claise, Tours-Est (sauf les communes de Saint-Pierre-des-Corps et Saint-Avertin).
- 4e circonscription : Azay-le-Rideau, Bourgueil, Chinon, L'Île-Bouchard, Montbazon, Richelieu, Sainte-Maure-de-Touraine, Tours-Ouest (sauf la partie de la ville de Tours).

### Composition des circonscriptions de 1988 à 2012
À compter du découpage de 1986, le département d'Indre-et-Loire comprend cinq circonscriptions regroupant les cantons suivants :
- 1re circonscription : Tours-Centre, Tours-Est, Tours-Ouest, Tours-Sud, Tours-Val-du-Cher.
- 2e circonscription : Amboise, Bléré, Château-Renault, Montlouis-sur-Loire, Tours-Nord-Est, Vouvray.
- 3e circonscription : Chambray-lès-Tours, Descartes, Le Grand-Pressigny, Ligueil, Loches, Montbazon, Montrésor, Preuilly-sur-Claise, Saint-Avertin, Saint-Pierre-des-Corps.
- 4e circonscription : Azay-le-Rideau, Ballan-Miré, Chinon, L'Île-Bouchard, Joué-lès-Tours-Nord, Joué-lès-Tours-Sud, Richelieu, Sainte-Maure-de-Touraine.
- 5e circonscription : Bourgueil, Château-la-Vallière, Langeais, Luynes, Neuillé-Pont-Pierre, Neuvy-le-Roi, Saint-Cyr-sur-Loire, Tours-Nord-Ouest.

### Composition des circonscriptions à compter de 2012
Depuis le nouveau découpage électoral, le département comprend cinq circonscriptions regroupant les cantons suivants :
- 1re circonscription : Tours-Centre, Tours-Est, Tours-Nord-Est, Tours-Ouest, Tours-Sud, Tours-Val-du-Cher
- 2e circonscription : Amboise, Bléré, Château-Renault, Montlouis-sur-Loire, Vouvray
- 3e circonscription : Chambray-lès-Tours, Descartes, Le Grand-Pressigny, Ligueil, Loches, Monts, Montrésor, Preuilly-sur-Claise, Saint-Avertin, Saint-Pierre-des-Corps.
- 4e circonscription : Azay-le-Rideau, Ballan-Miré, Chinon, L'Île-Bouchard, Joué-lès-Tours-Nord, Joué-lès-Tours-Sud, Richelieu, Sainte-Maure-de-Touraine.
- 5e circonscription : Bourgueil, Château-la-Vallière, Langeais, Luynes, Neuillé-Pont-Pierre, Neuvy-le-Roi, Saint-Cyr-sur-Loire, Tours-Nord-Ouest.

À la suite du redécoupage des cantons de 2014, les circonscriptions législatives ne sont plus composées de cantons entiers mais continuent à être définies selon les limites cantonales en vigueur en 2010. Les circonscriptions sont ainsi composées des cantons actuels suivants :
- 1re circonscription : cantons de Tours-1 (sauf quartiers Douets-Milletière et Europe), Tours-2, Tours-3 et Tours-4
- 2e circonscription : cantons d'Amboise, Bléré (sauf commune de Cormery), Château-Renault (16 communes), Montlouis-sur-Loire (sauf commune de Chambray-lès-Tours) et Vouvray (sauf commune de Mettray)
- 3e circonscription : cantons de Descartes, Loches, Monts et Saint-Pierre-des-Corps, communes de Chambray-lès-Tours et Cormery
- 4e circonscription : cantons de Ballan-Miré, Chinon, Joué-lès-Tours et Sainte-Maure-de-Touraine.
- 5e circonscription : cantons de Château-Renault (19 communes), Langeais, Saint-Cyr-sur-Loire et Tours-1 (quartiers Douets-Milletière et Europe), commune de Mettray